# 5261 Eureka
5261 Eureka este un asteroid care a fost descoperit de astronomii David H. Levy și Henry E. Holt, la data de 20 iunie 1990, la Observatorul Palomar. S-a confirmat că este primul asteroid cunoscut aflat în Punctul Lagrange al planetei Marte, cunoscut ca asteroid troian al lui Marte, adică un asteroid care folosește orbita planetei Marte în jurul Soarelui, în preajma punctelor Lagrange L4 sau L5 ale orbitei acestei planete, situate, în consecință, cu 60° în fața sau în urma lui Marte.

## Caracteristici
Asteroidul 5261 Eureka prezintă  o orbită caracterizată de o semiaxă majoră egală cu 1,5235293 u.a. și de o excentricitate de 0,0648414, înclinată cu 20,28177° față de ecliptică.
Asteroidul 5261 Eureka este situat în Punctul Lagrange L5 la o distanță care variază doar cu 0,3 u.a. în cursul fiecărei revoluții (cu o tendință seculară care face să evolueze distanța de la 1,5 la 1,8 u.a. în jurul anului 1850 și de la 1,3 până la 1,6 u.a. în jurul anului 2400). Distanța minimă față de Terra este de 0,5 u.a., de 0,8 u.a față de Venus și de 3,5 u.a. față de Jupiter. Pe termen lung, simularea pe calculator arată că orbita asteroidului este stabilă.

## Numele asteroidului
Numele asteroidului face referire la expresia din limba greacă, utilizată pentru exprimarea bucuriei în urma unei descoperiri: Evrica!

## Satelit
La 28 noiembrie 2011, a fost descoperit un satelit al asteroidului 5261 Eureka. Denumirea sa provizorie este S/2011 (5261) 1. Acest mic satelit are diametrul de 0,46 km orbitează la 2,1 km de Eureka. Existența acestui satelit a fost anunțată în septembrie 2014..